# Aloe antonii
Aloe antonii é uma espécie de liliopsida do gênero Aloe, pertencente à família Asphodelaceae.